# Marta Cascante Serratosa
Marta Cascante Serratosa (Barcelona), és catedràtica de bioquímica i biologia molecular a la Universitat de Barcelona, lidera el Grup de Recerca de Biologia de Sistemes Integrativa, Metabolòmica i Càncer. És membre de l'Institut de Biomedicina de la Universitat de Barcelona (IBUB) i de la Xarxa de Referència d'R+D+I en Química Teòrica i Computacional (XRQTC) de Catalunya.
Centrada en la recerca i l'estudi del càncer i les malalties metabòliques i en el desenvolupament d'eines per a l'anàlisi del control i la regulació de sistemes bioquímics amb finalitat biomèdica o biotecnològica. Ha impulsat la internacionalització de la recerca que es fa a Catalunya en aquest camp com a investigadora principal de 8 projectes finançats per la Comissió Europea, en el marc dels programes FP7 i Horizon 2020. Ha format part dels comitès científics assessors de diverses institucions nacionals i estrangeres i dels comitès editorials de diferents revistes científiques, a més ha estat membre dels comitès directius de la International Metabolomics Society i de la Sociedad Española de Bioquímica i, des de l'any 2014, membre del comitè d'experts independents que assessora la Comissió Europea sobre les prioritats en l'àrea de salut per al programa de recerca i innovació Horizon 2020 és membre actiu de diferents grups internacionals de treball en el camp de la Biologia i la Medicina de Sistemes. Ha publicat més de 200 articles científics i ha rebut els guardons ICREA Acadèmia 2010 i ICREA Acadèmia 2015 que premien l'excel·lència de la recerca. L'any 2015 vaig rebre la Medalla Narcís Monturiol en reconeixement de la seva contribució al progrés de la ciència i la tecnologia a Catalunya i en 2016 va rebre el Premi Antoni Caparrós al millor projecte de transferència de coneixement.